# Себуански език
Себуански език (Sugboanon) е австронезийски език, от подгрупата на бисайските езици. На него говорят около 21 000 000 души, основно в южните части на Филипините.